# Causeway Coast and Glens
Causeway Coast and Glens (Iers: Cósta an Chlocháin agus na Gleannta) is een district (ONS-code N09000004) in Noord-Ierland. 
Het district ligt in het noorden van Noord-Ierland en grenst van noordwest tot noordoost aan Lough Foyle, de Atlantische Oceaan en de North Channel. Ook Rathlin Island voor de kust behoort tot het district. Het district heeft de status van borough. Het district wordt genoemd naar de Giant's Causeway gelegen in het noorden van het district, werelderfgoed sinds 1986 en de Glens of Antrim. Causeway Coast and Glens telt 144.000 inwoners. De landoppervlakte bedraagt 1.986 km², de bevolkingsdichtheid is dus 73 inwoners per km².
Van de bevolking is 55% protestant en 40% katholiek.
Het district wordt doorkruist door de spoorlijn Belfast - Derry (met de stations Bellarena, Castlerock, Coleraine en Ballymoney in het district) en de aftakking Coleraine - Portrush (met de stations University, Dhu Varren en Portrush in het district).
Toeristische attracties zijn de Giant's Causeway, de Glens of Antrim, de vallei van de Bann, de Touwbrug van Carrick-a-Rede, Dunseverick Castle, Coleraine en Ballycastle.
Causeway Coast and Glens ontstond op 1 april 2015 na het Local Government Reform Programme, de herindeling van 26 naar 11 districten in Noord-Ierland. Causeway Coast and Glens kwam tot stand door de samenvoeging van de voormalige districten Ballymoney, Coleraine, Limavady en Moyle. In vergelijking met de oude graafschappen bevat het district delen van County of Antrim en County of Londonderry.
De lokale autoriteit is de Causeway Coast and Glens Borough Council, die de Ballymoney Borough Council, de Coleraine Borough Council, de Limavady Borough Council en de Moyle District Council vervangt. Als borough heeft het district een mayor. De vergaderingen van de raad gaan door in Coleraine.
Het district wordt bestuurd door 40 raadsleden die verkozen werden in zeven aparte District Electoral Areas (DEAs) die ze als districtsraadslid vertegenwoordigen. Elke DEA leverde zeven, zes of vijf vertegenwoordigers. Deze zeven DEAs zijn: Ballymoney, Bann, Benbradagh, Causeway, Coleraine, Limavady en The Glens. De eerste verkiezingen vonden plaats in mei 2014. Het eerste jaar trad de districtsraad op als een soort schaduwraad naast de districtsraden van de oude districten die tot eind maart 2015 in functie bleven.

## Zetelverdeling
De verkozenen na de verkiezing van 22 mei 2014 waren effectief in functie van 2015 tot 2019. Verkiezingen zijn vierjaarlijks.
| Partij                             | Verkozen 2014 | Evolutie 2017 | Verkozen 2019 |
| ---------------------------------- | ------------- | ------------- | ------------- |
| Democratic Unionist Party          | 11            | 12            |               |
| Ulster Unionist Party              | 10            | 8             |               |
| Sinn Féin                          | 7             | 7             |               |
| Social Democratic and Labour Party | 6             | 6             |               |
| Traditional Unionist Voice         | 3             | 3             |               |
| Alliance Party of Northern Ireland | 1             | 1             |               |
| Progressive Unionist Party         | 1             | 1             |               |
| Northern Ireland Conservatives     | 0             | 1             |               |
| Onafhankelijken                    | 1             | 1             |               |

Situatie op 26 november 2017.
Antrim and Newtownabbey · Ards and North Down · Armagh City, Banbridge and Craigavon · Belfast · Causeway Coast and Glens · Derry City and Strabane · Fermanagh and Omagh · Lisburn and Castlereagh · Mid and East Antrim · Mid Ulster · Newry, Mourne and Down